# Haleakalā-Nationalpark
Der Haleakalā-Nationalpark ist ein Nationalpark der USA auf der Insel Maui in Hawaii. Haleakalā ist ein ruhender Vulkan, der zuletzt um 1790 ausbrach.
Der Nationalpark wurde 1916 als Teil des Hawaiʻi National Park gegründet. 1961 wurde das Gebiet vom Hawaii-Volcanoes-Nationalpark getrennt und eigenständig verwaltet. Seit 1980 ist der Park ein internationales Biosphärenreservat.

## Krater
Der riesige Krater des 3.055 Meter hohen Haleakalā-Vulkans hat eine Ausdehnung von 49 km². Der Krater ist eigentlich ein von starken Regenfällen über jahrtausende ausgewaschenes großes Becken mit mehreren Vulkankegeln und dicken Schichten von Asche und Bims.
Viele Besucher kommen morgens zum Gipfel, um den spektakulären Sonnenaufgang zu beobachten. Noch mehr Besucher genießen die ebenfalls faszinierenden Sonnenuntergänge. Eine sehr gut ausgebaute Straße führt bis zum Gipfel. Auf dem Weg bieten sich viele attraktive Ausblicke.
Durch den Krater führen mehrere Wanderwege, die auch zu den drei einfachen Unterkünften (wilderness cabins: Hōlua, Kapalaoa, Palikū) und den zwei Zeltplätzen führen.

## Kīpahulu
Der zweite, an der Küste gelegene Abschnitt des Nationalparks, wird Kīpahulu genannt. Da es nicht möglich ist, vom Gipfel des Haleakalā dorthin zu gelangen, muss der Besucher eine gewundene Küstenstraße benutzen. Die Fahrt über die Road to Hāna genannte Straße von Kahului nach Kīpahulu ist eine Attraktion für sich selbst und dauert ca. 4 Stunden. Ausgehend vom Kīpahulu-Besucherzentrum gelangt man nach einer ca. einstündigen Wanderung zu den Waimoku Falls, einem 100-Meter Wasserfall. Eine weitere Attraktion sind die mehr als zwei Dutzend Teiche entlang des Palikea Stream, die von vielen Besuchen als willkommene Erfrischung genutzt werden.

## Bilder

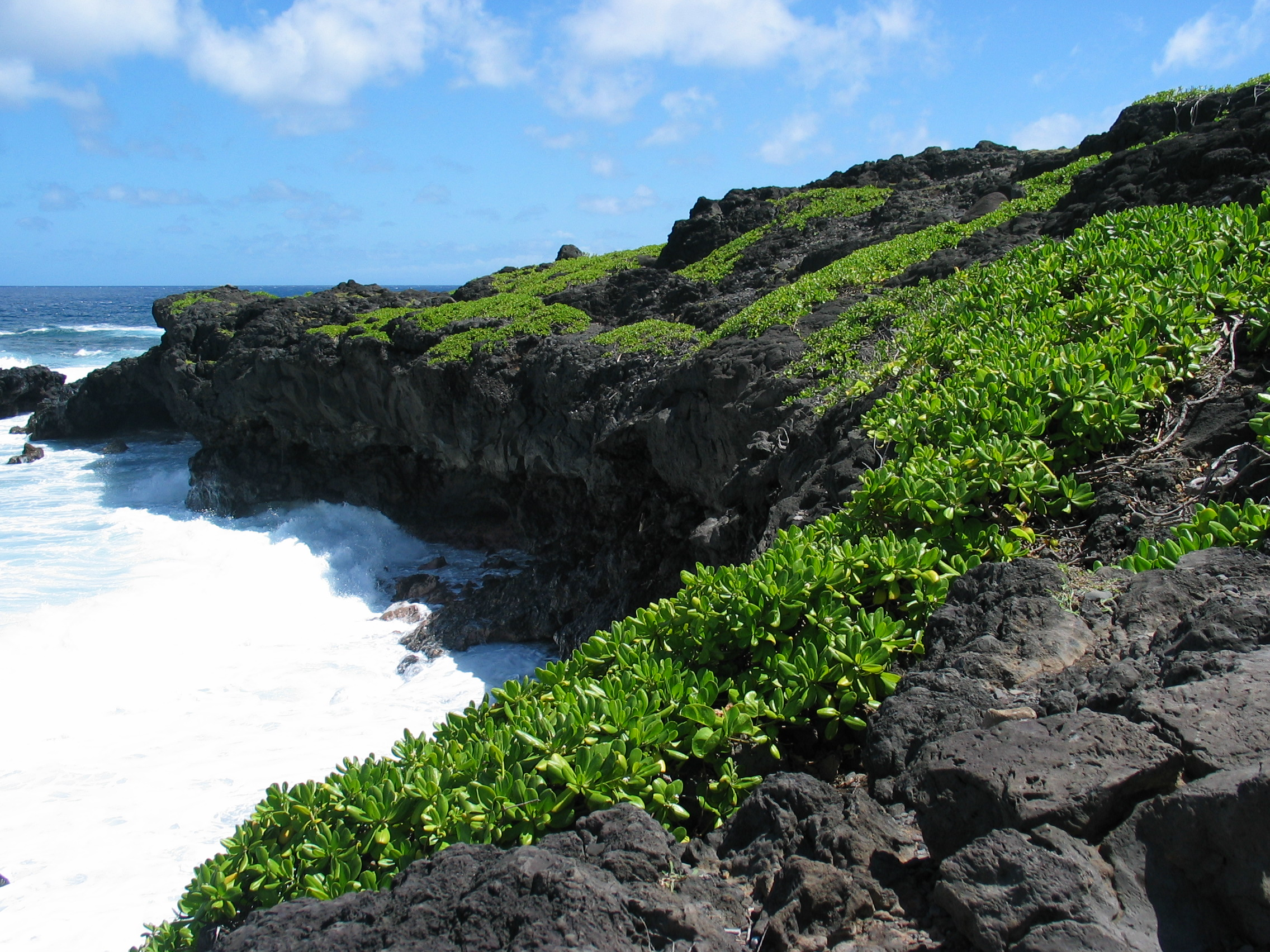
Küste bei Kīpahulu im östlichen Teil des Nationalparks
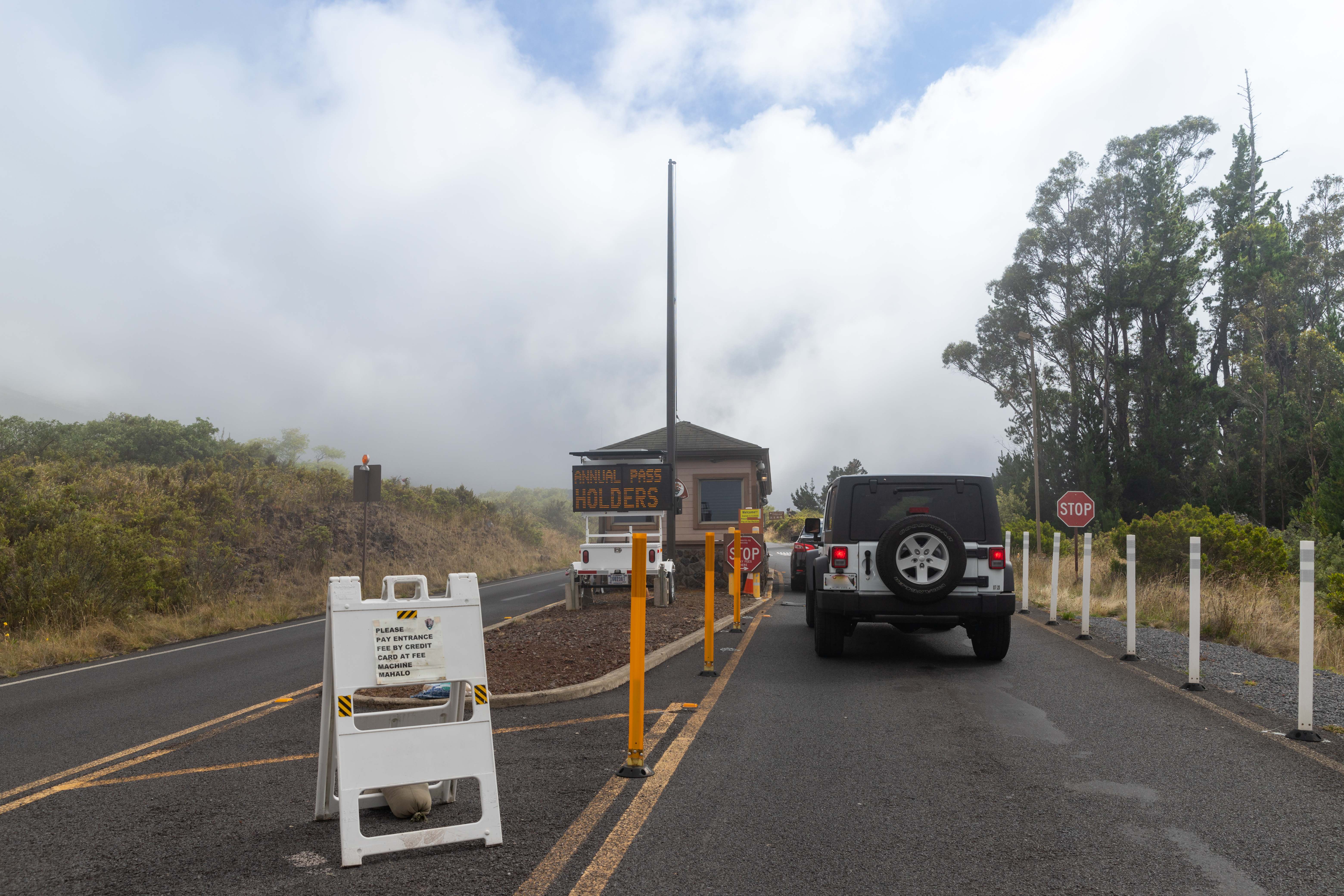
Der Eingang des Haleakalā-Nationalparks auf Maui
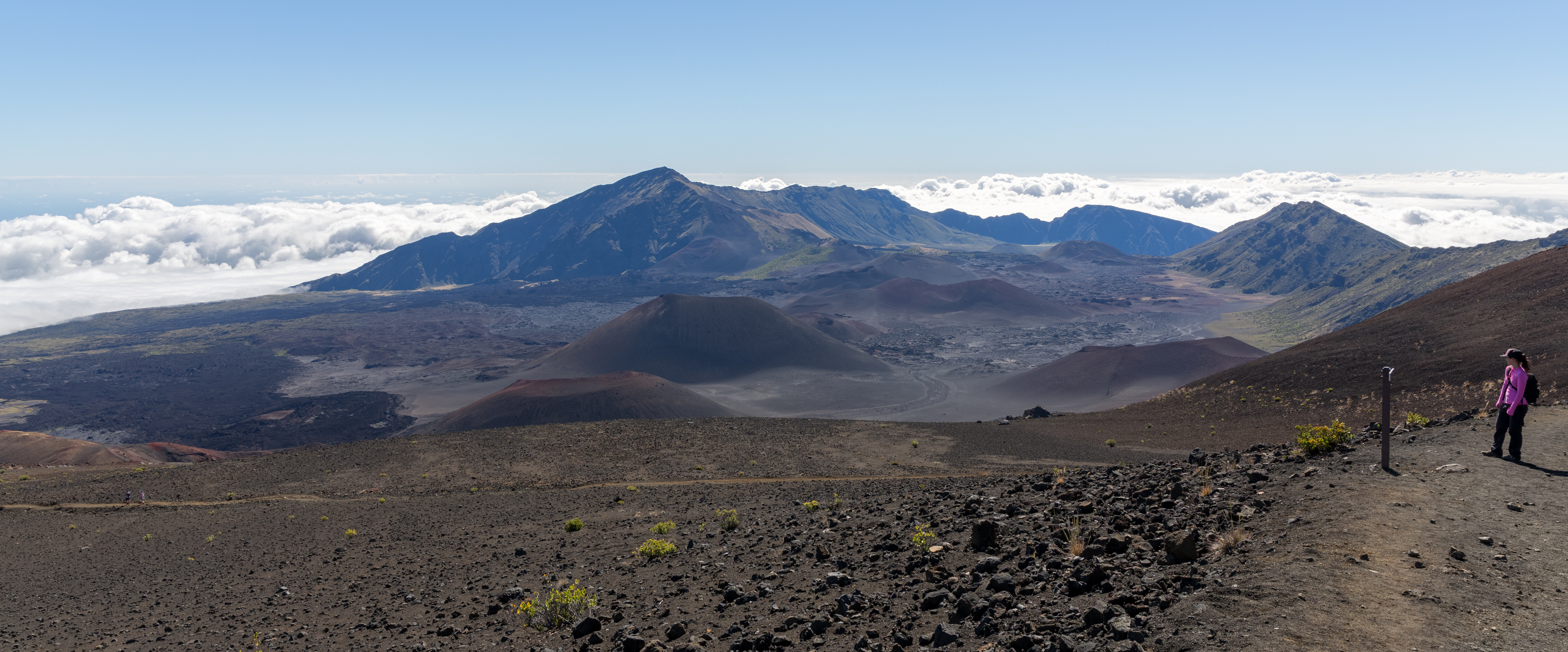
Sicht in den Krater
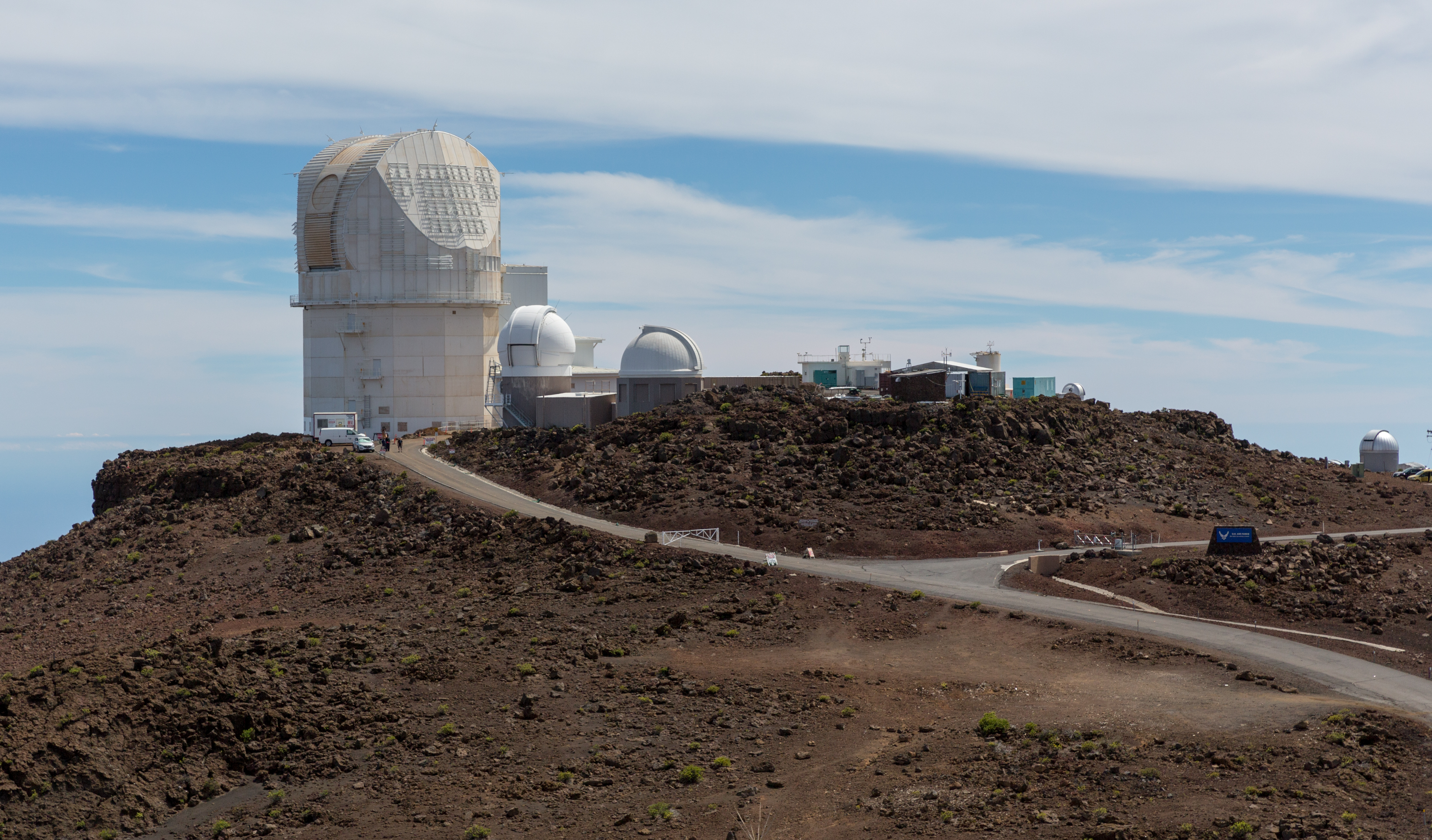
Haleakalā Observatory am Gipfel
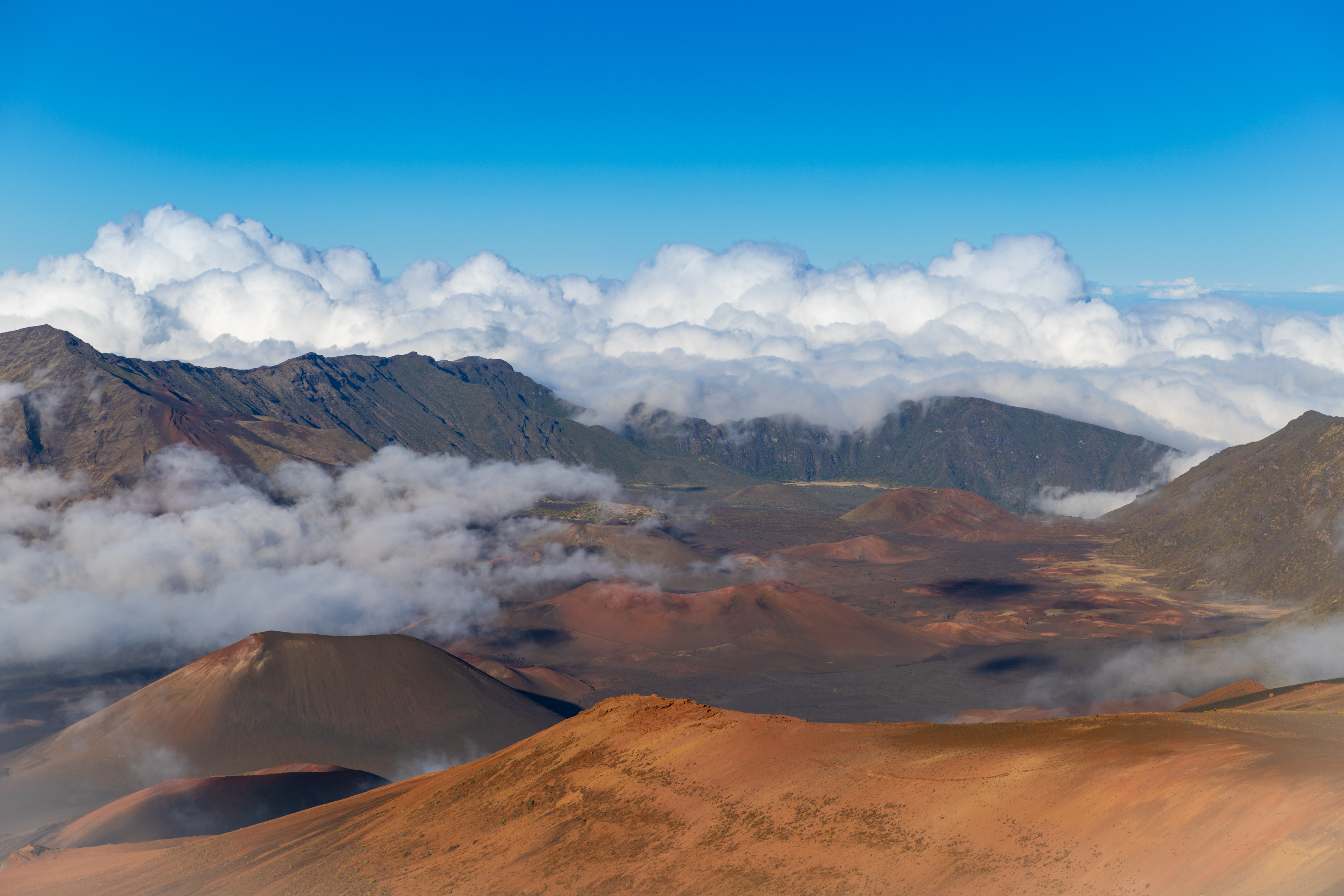
Der Krater des Haleakalā auf Maui
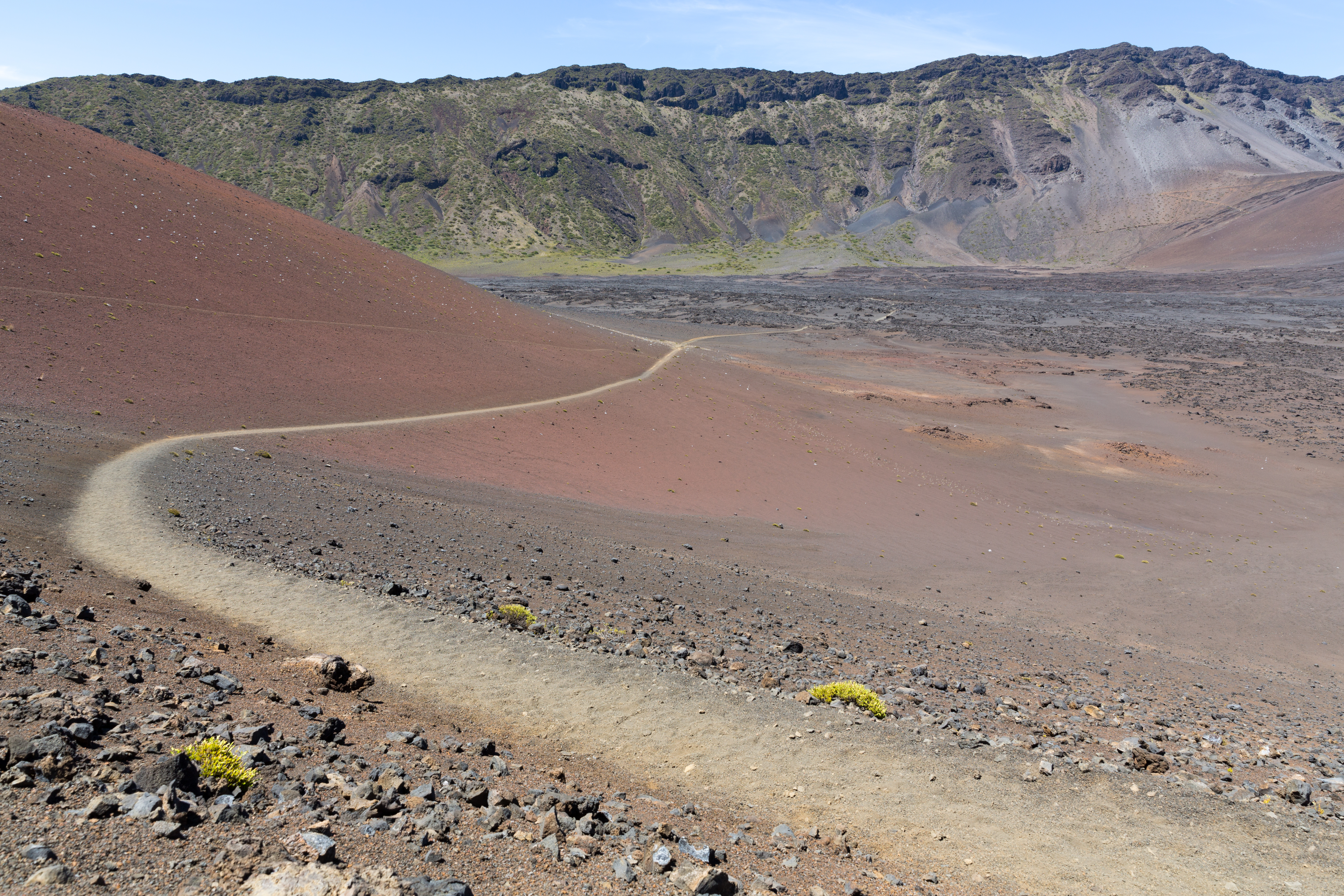
Keoneheʻeheʻe (Sliding Sands)[2] Trail durch den Krater
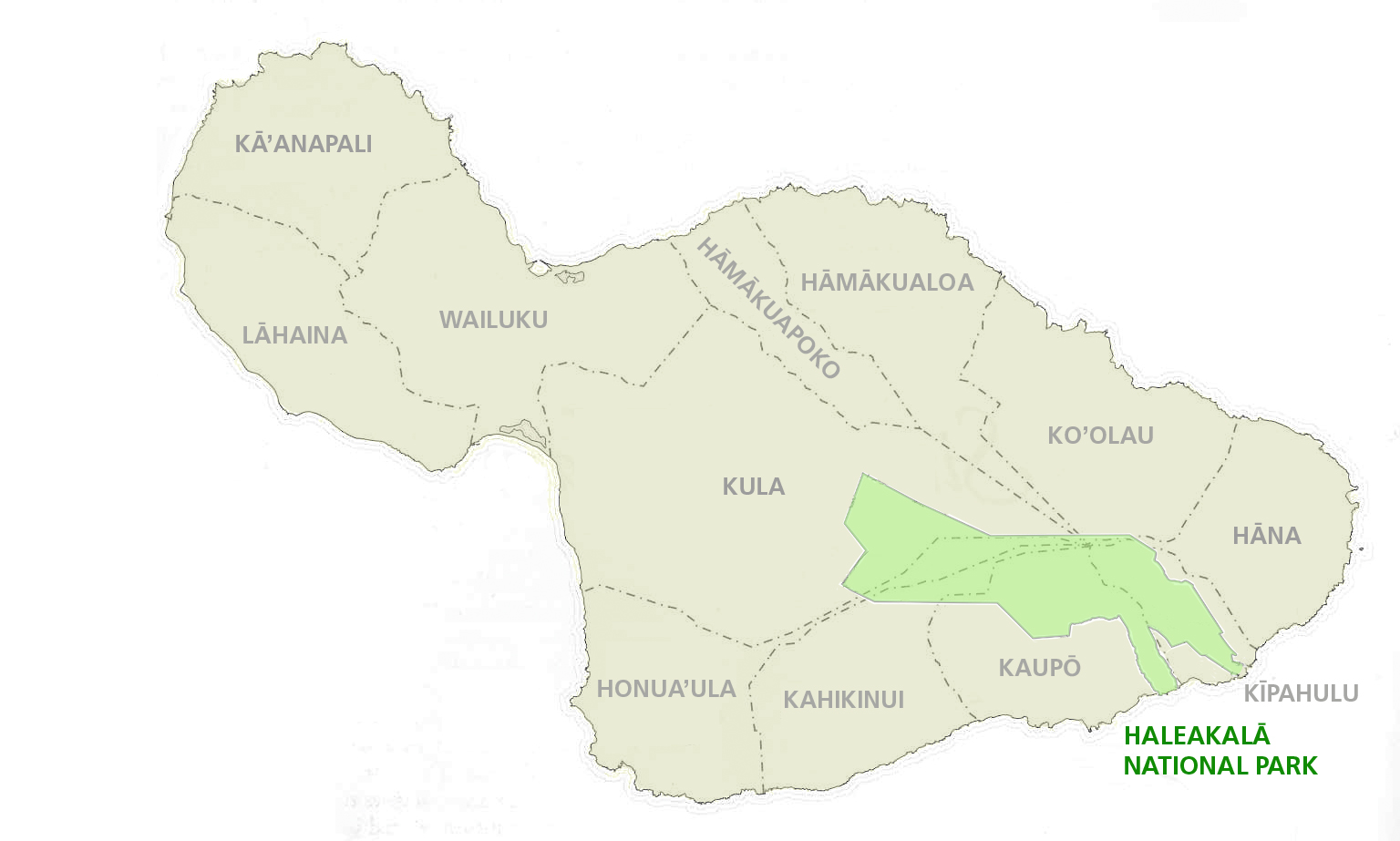
Lage des Haleakalā-Nationalparks im Südosten der Insel Maui
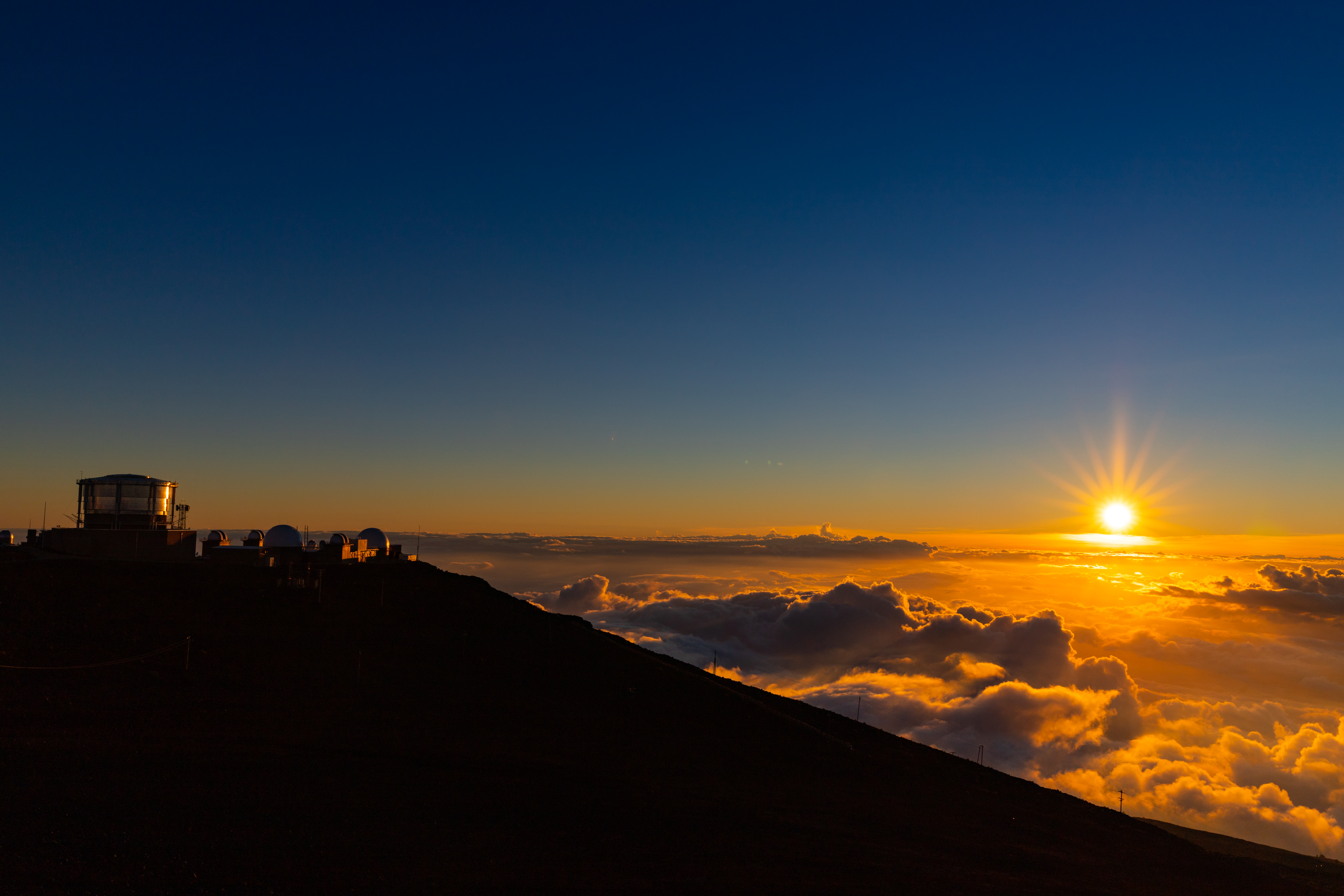
Sonnenuntergang am Haleakalā
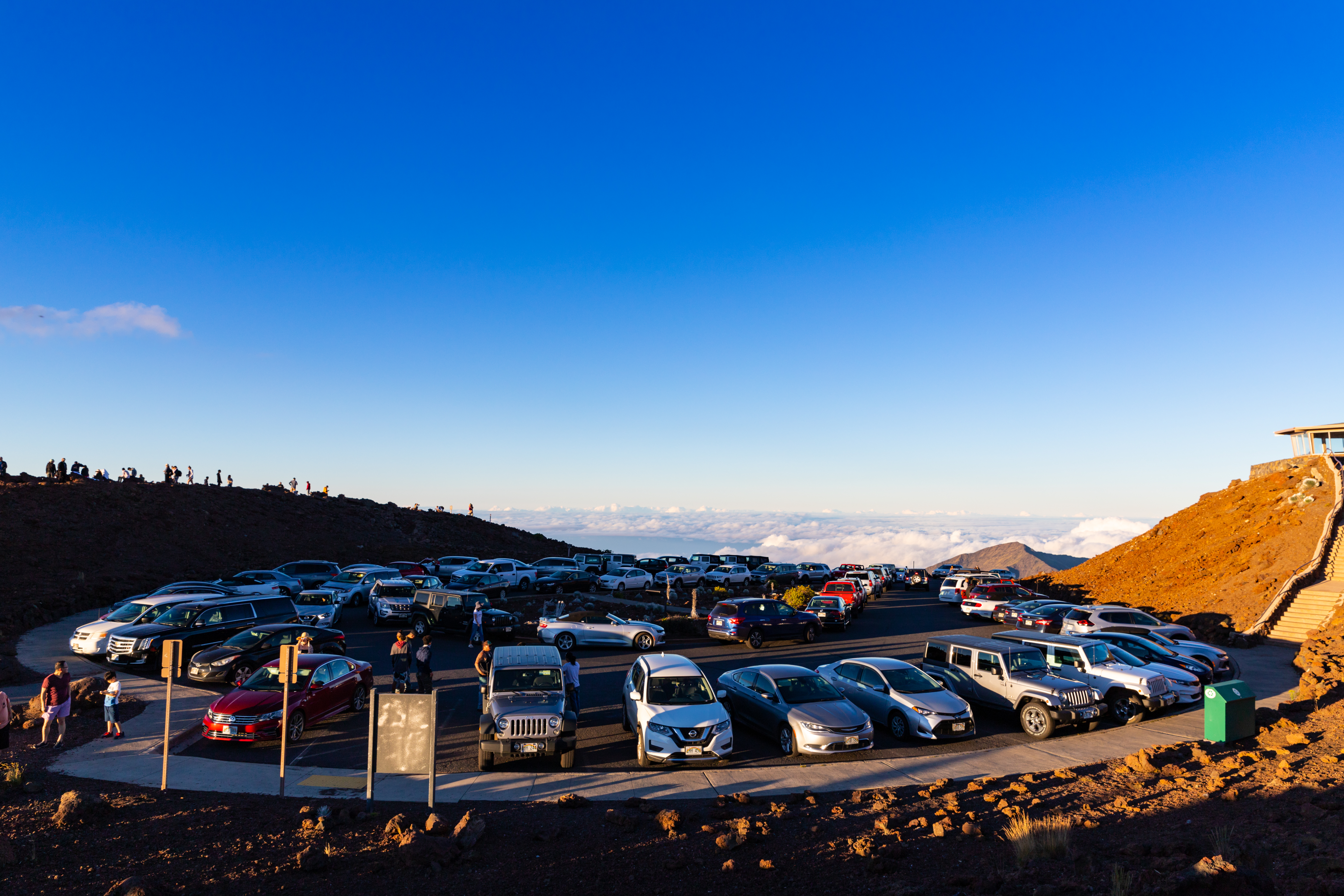
Der Gipfel des Haleakalā ist mit dem Auto erreichbar